# Samyang 85mm f/1.4 IF Aspherical
Объектив Samyang 85 мм f/1.4 IF Aspherical был разработан Samyang специально для портретной фотографии. Он представляет собой сверхсветосильный средний телеобъектив, предназначенный для установки на фотоаппараты со сменной оптикой и сенсорами формата 36×24 мм, APS-C и 4:3.

## Описание
Этот 85мм-объектив производится для всех популярных ныне байонетов. Поскольку байонеты имеют разные геометрические размеры, габариты соответствующих вариантов объектива немного разнятся. Будучи полностью мануальным, объектив не поддерживает автофокусировку. Однако отсутствие необходимости в лицензировании протоколов позволило сделать объектив существенно дешевле аналогов от основных производителей оптики.
Оптическая схема включает один асферический элемент.
Объектив также продаётся под разными торговыми марками: Rokinon, Vivitar, Bower, Polar, Falcon, Opteka.
Несколько позже была выпущена обновлённая версия объектива для байонета F, включающая процессор и электронное соединение с камерой. Новая версия маркируется как AE и позволяет использовать автоэкспонометрию во всех режимах, в том числе на камерах нижнего ценового диапазона, которые не поддерживают таковую функцию с объективами Nikon Ai.

## Варианты объектива
Объектив существует в следующих вариантах:
- Samyang 85mm f1.4 IF UMC Aspherical for Sony — для байонета Альфа (для камер Sony и Minolta).

А также варианты и для других байонетов камер других производителей:
- Samyang 85mm f1.4 IF UMC Aspherical for Nikon — для байонета F (для камер Nikon) с ограниченной поддержкой автоэкспонометрии.
- Samyang AE 85mm f1.4 IF UMC Aspherical for Nikon — для байонета F (для камер Nikon) с полной поддержкой автоэкспонометрии.
- Samyang 85mm f1.4 IF UMC Aspherical for Samsung — для байонета NX (для камер Samsung).
- Samyang 85mm f1.4 IF UMC Aspherical for Olympus — для байонета Four Thirds (для камер Olympus и Panasonic).
- Samyang 85mm f1.4 IF UMC Aspherical for Pentax — для байонета K (для камер Pentax).
- Samyang 85mm f1.4 IF UMC Aspherical for Canon — для байонета EF и EF-s (для камер Canon).

## Обзоры и тесты
- Обзор от Ken Rockwell
- Обзор от Kurt Munger
- Страничка в базе объективов Dyxum
- Обзор, включающий примеры работы с зоной нерезкости
- Тест на Lenstip
- Тест от Klaus Schroiff на Photozone.de
- Сравнение с объективом Nikkor 85mm f/1.4 Ai-s
- Видеообзор от CHIP